# Ashley Laurence
Ashley Laurence (Los Angeles, Califórnia) é uma atriz norte-americana, reconhecida por seus papéis em filmes de terror, principalmente na famosa série Hellraiser. 
No mesmo ano do lançamento da segunda sequência do filme Hellbound: Hellraiser II, Ashley atuou no terror Mikey, de Dennis Dimster, e também em "Aprisionados pelo Medo" (1994), de H.P. Lovecraft como a irmã Cathryn.

## Filmografia
- (2008) Red
- (2007) Chill
- (2002) Hellraiser: Bloodline
- (1999) Warlock 3: O Fim da Inocência
- (1998) O Advogado dos 5 Crimes
- (1994) Aprisionados pelo Medo
- (1992) Hellraiser III: Hell on Earth
- (1992) Mikey
- (1988) Hellbound: Hellraiser II
- (1987) Hellraiser